# Oliver Zelenika
Oliver Zelenika (nascut el 14 de maig de 1993) és un jugador professional de futbol croat que juga com a porter del Lokomotiva cedit pel Dinamo de Zagreb a la Prva HNL.